# Vương quốc Bulgaria
Vương quốc Bulgaria (tiếng Bulgaria: Царство България, đã Latinh hoá: Tsarstvo Bǎlgariya) cũng gọi là Sa quốc Bulgaria và Đệ Tam Sa quốc Bulgaria, là một chế độ quân chủ lập hiến ở Đông và Đông Nam châu Âu, được thành lập vào ngày 05 Tháng 10 (lịch Gregoria 22 tháng 9) năm 1908 khi nhà nước Bulgaria được nâng lên từ một công quốc thành một vương quốc. Ferdinand I đã cơ thành Sa hoàng tại Tuyên ngôn Độc lập, chủ yếu là vì các kế hoạch quân sự của ông và tìm kiếm các lựa chọn để thống nhất tất cả các vùng đất trong vùng Balkan với đa số người Bulgaria (các vùng đất đã bị chiếm giữ từ Bulgaria và trao cho Đế chế Ottoman trong Hiệp ước Berlin).
Nhà nước đã gần như liên tục chiến tranh trong suốt thời kỳ tồn tại của nó, khiến nó có biệt danh "Phổ "Balkan ". Trong nhiều năm, Bulgaria huy động một đội quân hơn 1 triệu người từ dân số khoảng 5 triệu người và trong thập kỷ tới (1910–20) họ tham gia vào ba cuộc chiến tranh - chiến tranh Balkan lần thứ nhất và thứ hai, và chiến tranh thế giới thứ nhất. Sau chiến tranh thế giới thứ nhất, quân đội Bulgaria đã bị giải tán và cấm tồn tại bởi các cường quốc Đồng minh, và tất cả các kế hoạch thống nhất đất nước của Bulgaria không thành công. Chưa đầy hai thập kỷ sau, Bulgaria lại một lần nữa chiến tranh để thống nhất đất nước như một phần của Chiến tranh thế giới thứ hai, và một lần nữa thấy chính mình ở phía thua, cho đến khi nó chuyển sang phe Đồng Minh năm 1944. Năm 1946, chế độ quân chủ đã bị bãi bỏ, Sa hoàng cuối cùng vương quốc này đã bị lưu đày và Vương quốc được thay thế bởi Cộng hòa Nhân dân Bulgaria.

## Lịch sử hình thành

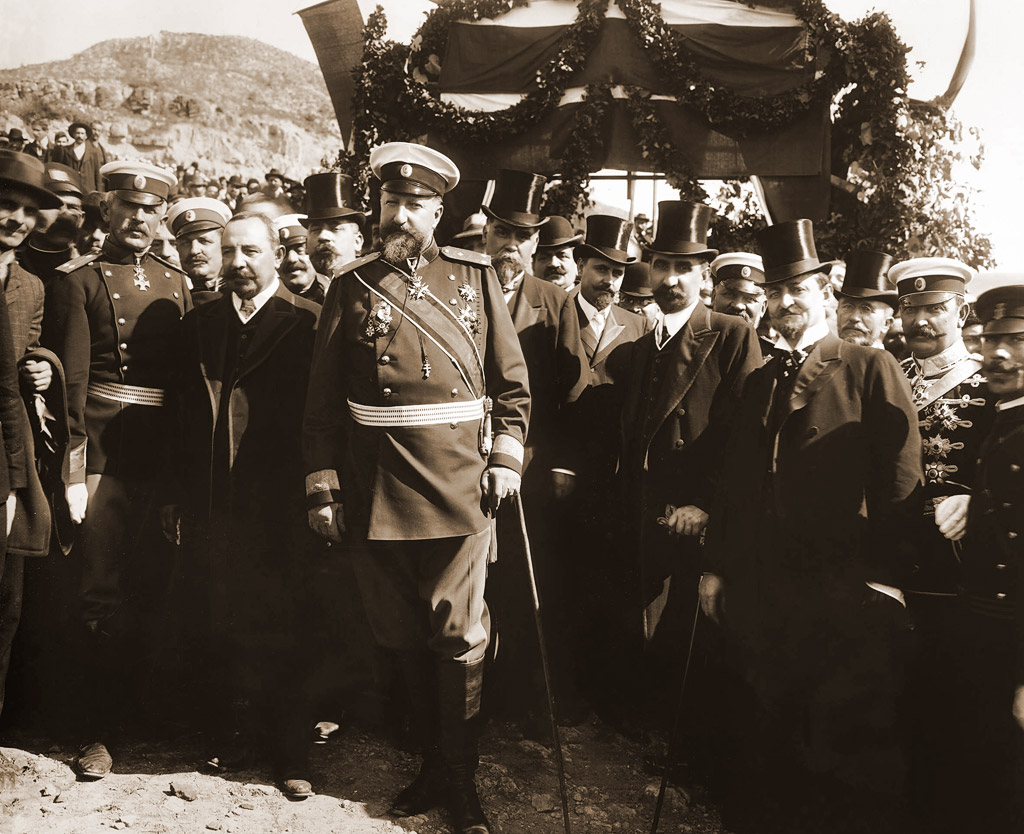
Ferdinand I của Bulgaria trong tuyên bố độc lập của Bulgaria, 1908

Mặc dù thành lập một nhà nước Bulgaria vào năm 1878, và sự kiểm soát của Bulgaria sau đó đối với Đông Rumelia vào năm 1885 vẫn còn một số lượng lớn người Bulgaria ở Balkan dưới sự cai trị của Ottoman, đặc biệt là ở Macedonia. Để làm phức tạp vấn đề, Serbia và Hy Lạp cũng tuyên bố trên các vùng của Macedonia, trong khi Serbia, là một quốc gia Slav, cũng được coi là người Slav của Macedonia thuộc quốc gia Serbia. Vì vậy, bắt đầu một cuộc đấu tranh ba mặt để kiểm soát các khu vực này kéo dài cho đến khi chiến tranh thế giới thứ nhất. Năm 1903, có một cuộc nổi dậy ở Bulgariaở Ottoman Macedonia và chiến tranh dường như có khả năng. Năm 1908, Ferdinand sử dụng cuộc đấu tranh giữa các cường quốc vĩ đại để tuyên bố Bulgaria là một vương quốc độc lập với chính ông là Tsar. Ông đã làm điều này vào ngày 5 tháng 10 (mặc dù được tổ chức vào ngày 22 tháng 9, khi Bulgaria vẫn chính thức trên Lịch Julian cho đến năm 1916) tại Nhà thờ Thánh Martin ở Veliko Tarnovo.

## Cuộc chiến tranh Balkan
Năm 1911, Thủ tướng Quốc gia Ivan Geshov đã thành lập một liên minh với Hy Lạp và Serbia, và ba đồng minh đã đồng ý bỏ sang một bên đối thủ của họ để lên kế hoạch tấn công chung vào quân Ottoman.

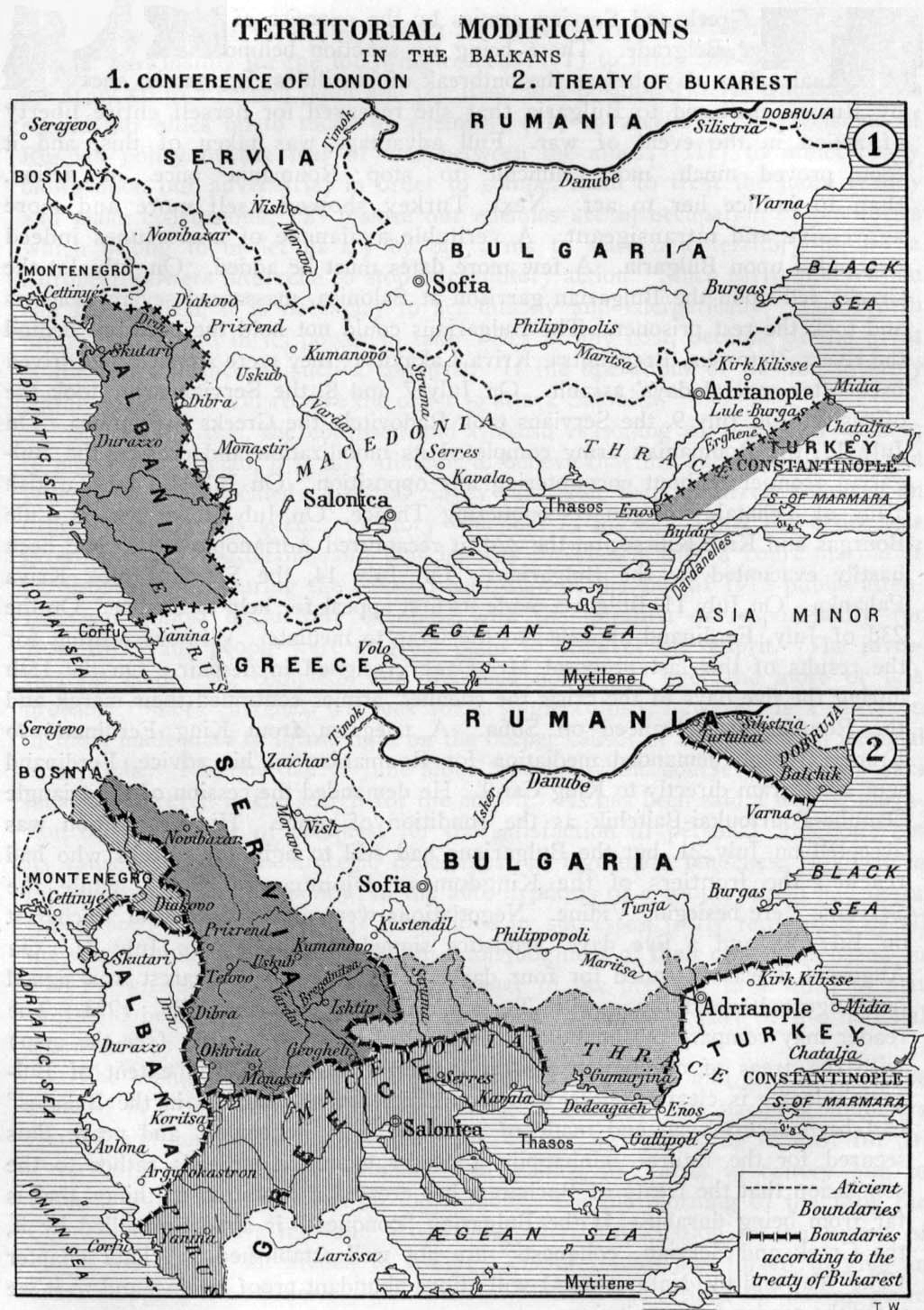
Ranh giới trên vùng Balkan sau Chiến tranh Balkan lần thứ nhất và thứ hai (1912-1913)

Vào tháng 2 năm 1912, một hiệp ước bí mật đã được ký kết giữa Bulgaria và Serbia, vào tháng 5 năm 1912 một hiệp ước tương tự đã được ký kết với Hy Lạp. Montenegro cũng được đưa vào hiệp ước. Các hiệp ước được cung cấp cho phân vùng Macedonia và Thrace giữa các đồng minh, mặc dù các đường phân vùng bị bỏ lại một cách nguy hiểm. Sau khi người Ottoman từ chối thực hiện cải cách trong các khu vực tranh chấp, Chiến tranh Balkan đầu tiên nổ ra vào tháng 10 năm 1912. (Xem Balkan Wars để biết chi tiết).
Các đồng minh có một thành công đáng kinh ngạc. Quân đội Bulgaria đã gây ra một số thất bại đè bẹp các lực lượng Ottoman và đe dọa nghiêm trọng chống lại Constantinople, trong khi người Serb và người Hy Lạp nắm quyền kiểm soát Macedonia. Người Ottoman đã kiện vì hòa bình vào tháng 12. Các cuộc đàm phán đã bị phá vỡ và chiến đấu tiếp tục vào tháng 2 năm 1913. Người Ottoman đã mất Adrianople thành một lực lượng đặc nhiệm Bulgaria. Một cuộc đình chiến thứ hai tiếp theo vào tháng Ba, với người Ottoman mất tất cả tài sản châu Âu của họ ở phía tây của tuyến Midia-Enos, không xa Istanbul. Bulgaria giành được quyền sở hữu của hầu hết Thrace, bao gồm cả Adrianople và cảng Aegean của Dedeagach (ngày nay là Alexandroupoli). Bulgaria cũng đã đạt được một phần của Macedonia, phía bắc và phía đông của Thessaloniki, nhưng chỉ một số khu vực nhỏ dọc theo biên giới phía tây của cô.

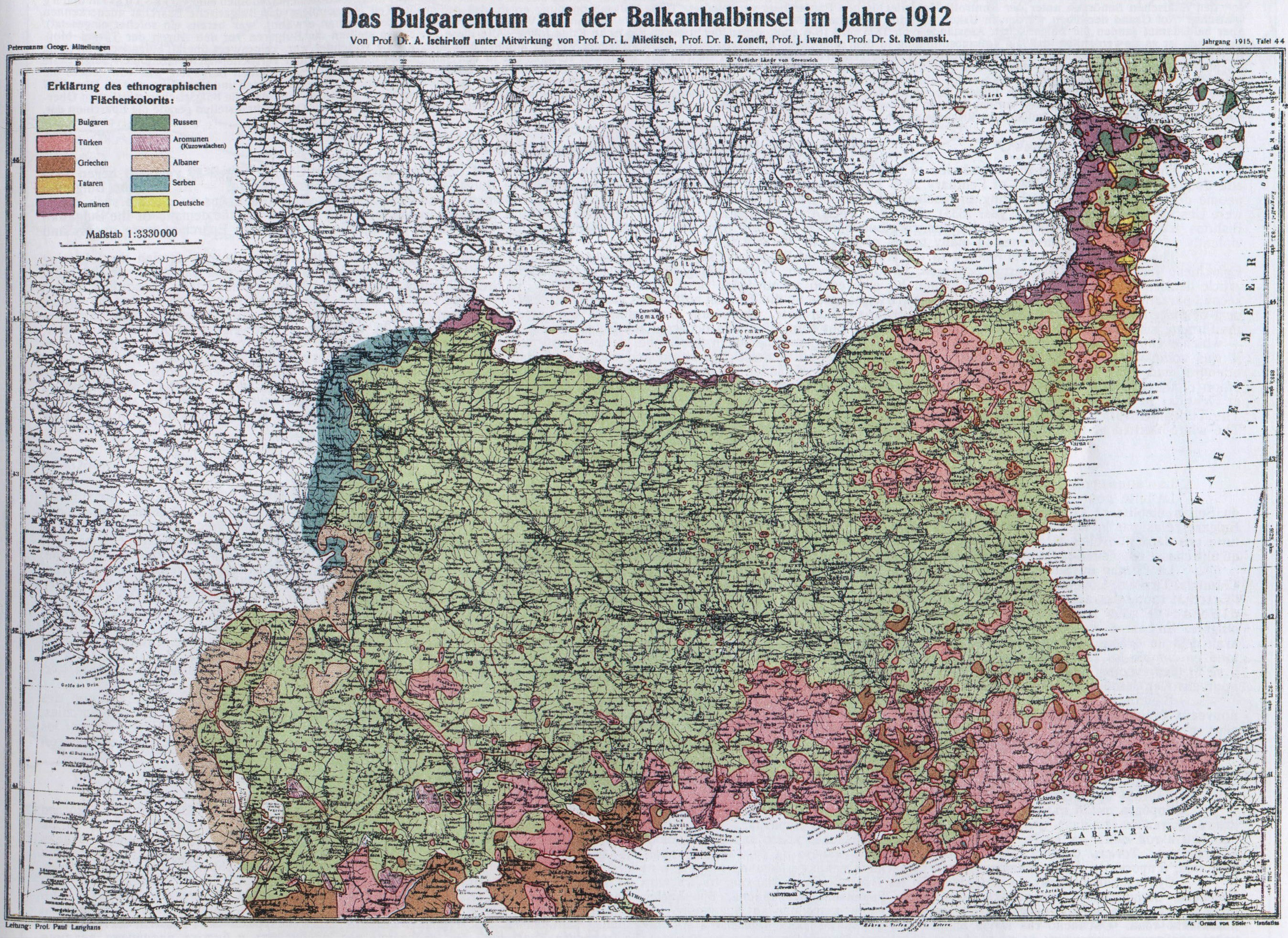
Các khu vực mà Người Bulgaria gốc là phần lớn dân số (màu xanh lục nhạt) vào năm 1912

Bulgaria duy trì thương vong nặng nề nhất của bất kỳ đồng minh nào, và trên cơ sở này cảm thấy được hưởng phần lớn nhất của chiến lợi phẩm. Người Serb nói riêng không nhìn thấy mọi thứ theo cách này, và từ chối bỏ bất kỳ lãnh thổ nào mà họ đã chiếm giữ ở miền bắc Macedonia (tức là, lãnh thổ gần tương đương với Cộng hòa Macedonia hiện đại), nói rằng quân đội Bulgaria đã thất bại trong việc hoàn thành các mục tiêu trước chiến tranh của nó tại Adrianople (tức là, không nắm bắt được nó nếu không có sự giúp đỡ của Serbia) và rằng các thỏa thuận trước chiến tranh về việc phân chia Macedonia phải được sửa đổi. Một số vòng tròn ở Bulgaria có xu hướng tiến hành chiến tranh với Serbia và Hy Lạp về vấn đề này. Vào tháng 6 năm 1913, Serbia và Hy Lạp đã thành lập một liên minh mới, chống lại Bulgaria. Thủ tướng Serbia, Nikola Pasic, nói với Hy Lạp rằng nó có thể có Thrace nếu Hy Lạp giúp Serbia giữ Bulgaria ra khỏi vùng Serbia của Macedonia, và Thủ tướng Hy Lạp Eleftherios Venizelos đồng ý. Thấy điều này như là một sự vi phạm các thỏa thuận trước chiến tranh, và được Đức và Áo-Hungary khuyến khích, Tsar Ferdinand tuyên chiến với Serbia và Hy Lạp và quân đội Bulgaria tấn công vào ngày 29 tháng Sáu. ở biên giới phía tây, nhưng họ nhanh chóng nắm lấy thế thượng phong và buộc Bulgaria rút lui. Cuộc chiến rất khắc nghiệt, với nhiều thương vong, đặc biệt là trong Trận chiến Bregalnica chính. Chẳng bao lâu Romania nhập cuộc và tấn công Bulgaria từ phía bắc. Đế chế Ottoman cũng tấn công từ phía đông nam. Cuộc chiến bây giờ chắc chắn bị mất cho Bulgaria, mà đã phải từ bỏ hầu hết các yêu sách của mình về Macedonia cho Serbia và Hy Lạp, trong khi những người Ottoman hồi sinh đã chiếm lại Adrianople. Romania sở hữu miền nam Dobruja.

## Chiến tranh thế giới thứ nhất

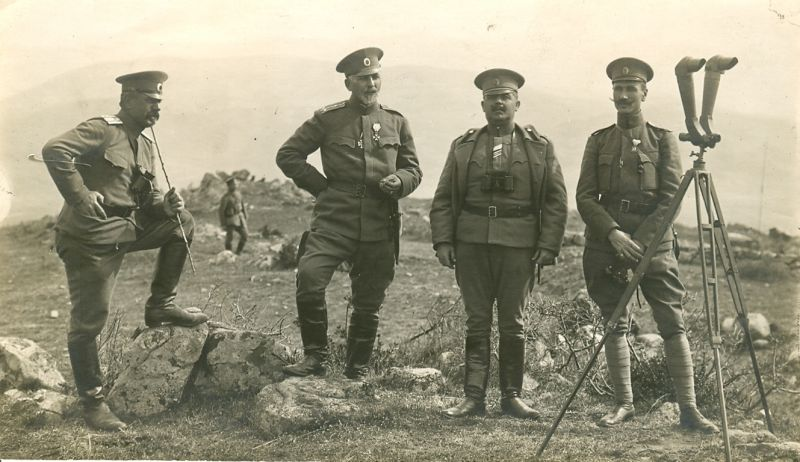
Các sĩ quan Bulgaria trên Mặt trận Macedonia

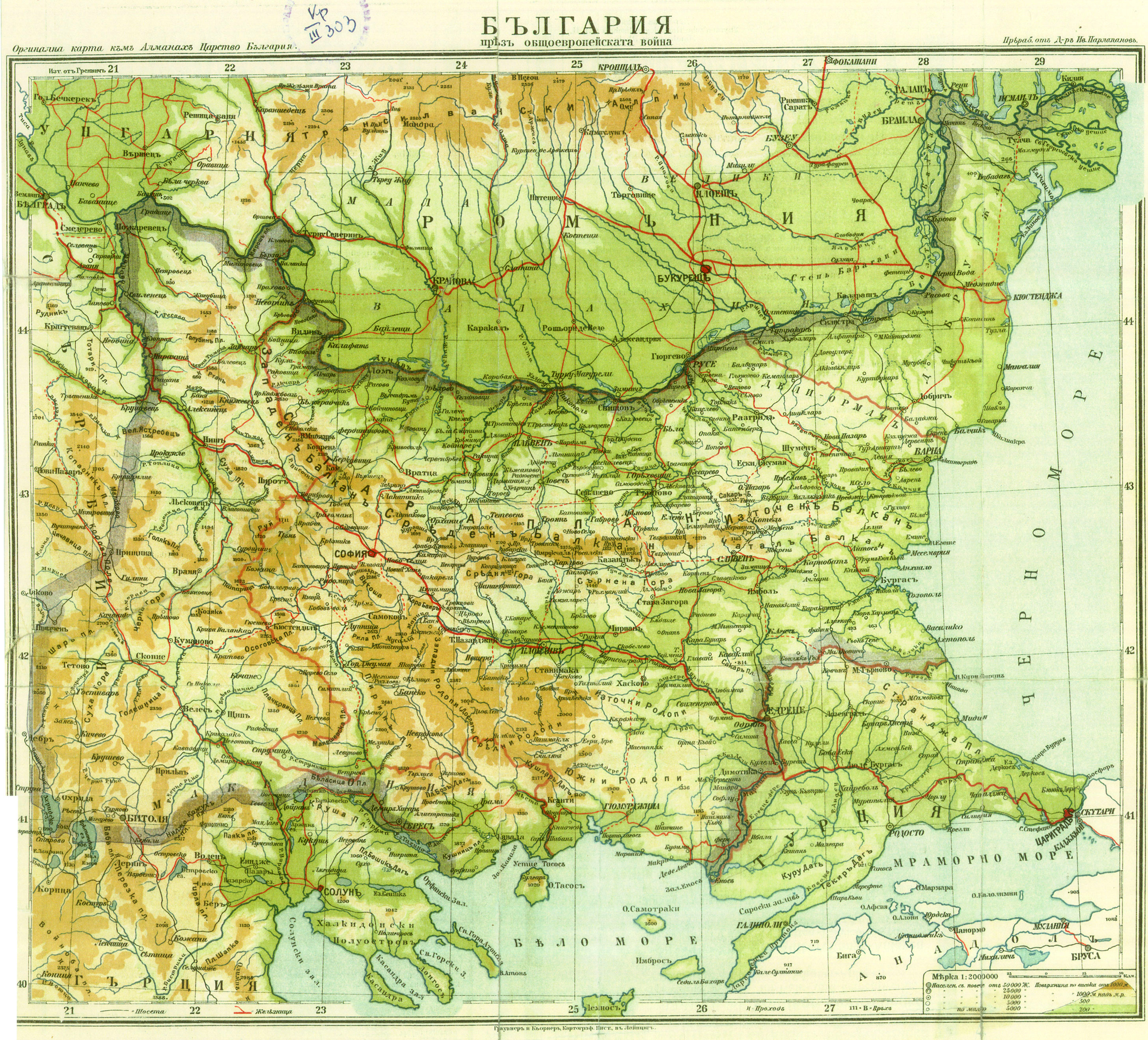
Lãnh thổ lớn nhất của Vương quốc Bulgaria (1915-18) trong Thế chiến I (bao gồm cả lãnh thổ bị chiếm đóng)

Sau hậu quả của cuộc chiến tranh Balkan, quan điểm của Bulgaria đã chống lại Nga và các cường quốc phương Tây, những người Bulgaria cảm thấy không làm gì để giúp họ. Chính phủ Vasil Radoslavov liên kết Bulgaria với Đức và Áo-Hungary, mặc dù điều này đồng nghĩa với việc trở thành đồng minh của Ottoman, kẻ thù truyền thống của Bulgaria. Nhưng Bulgaria hiện không có tuyên bố chống lại người Ottoman, trong khi Serbia, Hy Lạp và Romania (các đồng minh của Anh và Pháp) tất cả đều sở hữu những vùng đất được nhận thấy ở Bulgaria như Bulgaria. Bulgaria, hồi phục từ cuộc chiến tranh Balkan, ngồi trong năm đầu tiên của Thế chiến thứ nhấtnhưng khi Đức hứa khôi phục ranh giới của Hiệp ước San Stefano, Bulgaria, nước có quân đội lớn nhất ở Balkan, tuyên chiến với Serbia vào tháng 10 năm 1915. Anh, Pháp, Ý và Nga sau đó tuyên chiến với Bulgaria.
Bulgaria, liên minh với Đức, Áo-Hung và Ottoman, đã giành chiến thắng quân sự chống lại Serbia và Romania, chiếm phần lớn Macedonia (lấy Skopje vào tháng 10), tiến vào Macedonia, và lấy Dobruja từ người La Mã vào tháng 9 năm 1916. Tuy nhiên, cuộc chiến tranh đã sớm trở nên không phổ biến với phần lớn những người Bulgaria, những người chịu đựng những khó khăn về kinh tế và cũng không thích chiến đấu với các Kitô hữu chính thống của họ trong liên minh với những người Hồi giáo Ottoman. Lãnh tụ Đảng Agrarian, Aleksandur Stamboliyski, đã bị cầm tù vì sự phản đối của ông đối với cuộc chiến. Các cuộc Cách mạng Ngacủa tháng 2 năm 1917 đã có một tác động lớn ở Bulgaria, lan rộng tình cảm chống chiến tranh và chống chủ nghĩa quân chủ trong quân đội và trong các thành phố. Vào tháng 6, chính phủ Radoslavov đã từ chức. Các đột biến nổ ra trong quân đội, Stamboliyski được thả và một nước cộng hòa được tuyên bố.
Vào tháng 9 năm 1918, người Pháp, người Serbia, người Anh, người Ý và người Hy Lạp đã vượt qua trên mặt trận Macedonia và Tsar Ferdinand buộc phải khởi kiện vì hòa bình. Stamboliyski ủng hộ cải cách dân chủ, không phải là một cuộc cách mạng. Để đầu các nhà cách mạng, ông đã thuyết phục Ferdinand thoái vị ủng hộ con trai ông Boris III. Những người cách mạng đã bị đàn áp và quân đội tan rã. Theo Hiệp ước Neuilly (tháng 11 năm 1919), Bulgaria đã mất đường bờ biển Aegean của mình đến Hy Lạp và một phần lãnh thổ Macedonia của nó đến trạng thái mới của Vương quốc Nam Tư, và phải đưa Dobruja trở lại Vương quốc Romania (xem thêm Dobruja, Tây Outlands, Western Thrace).Các cuộc bầu cử vào tháng 3 năm 1920 đã mang lại cho người nông dân phần đông, và Stamboliyski đã thành lập chính phủ dân chủ thực sự đầu tiên của Bulgaria.

## Những năm liên tiếp

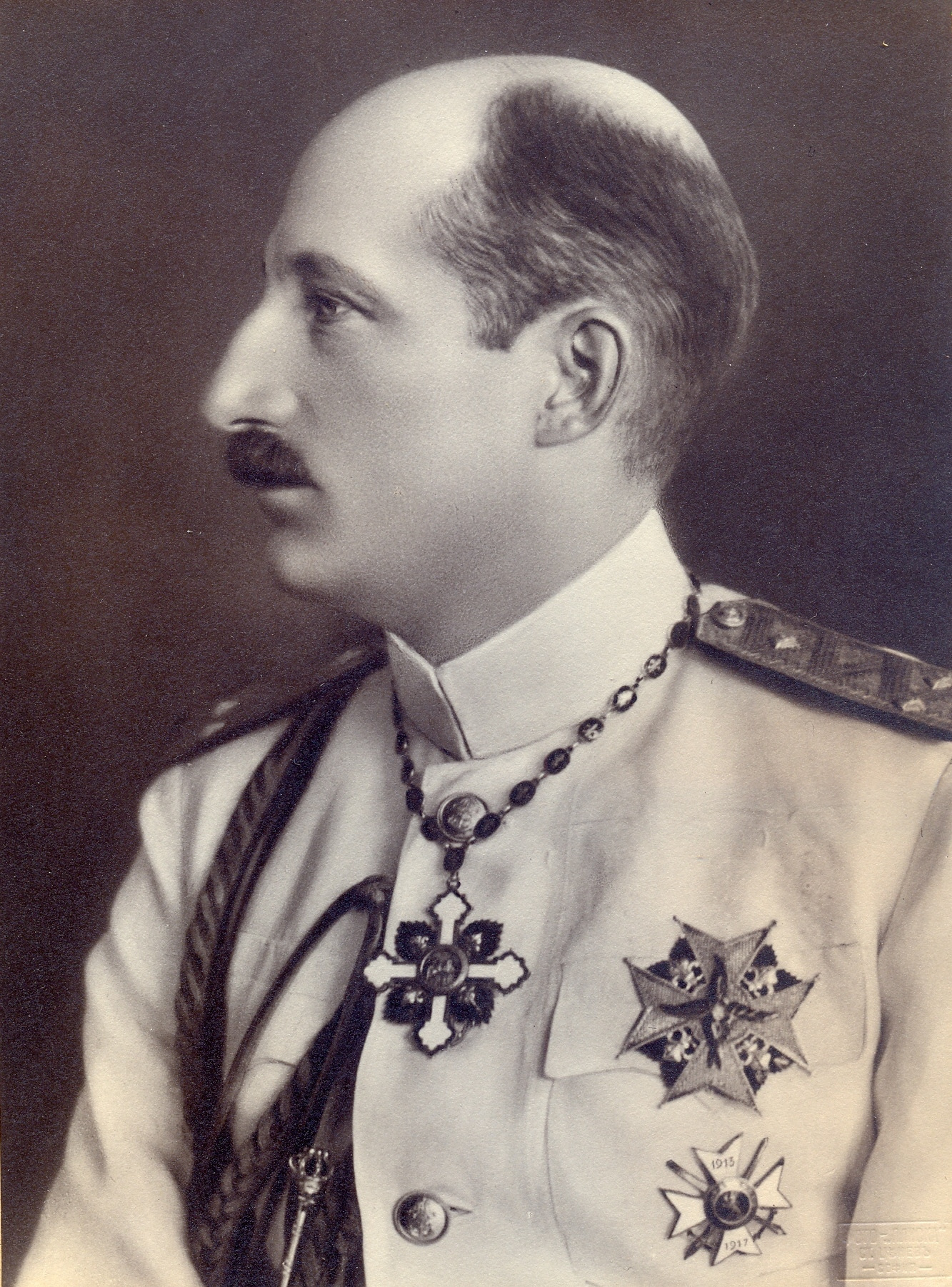
Boris III của Bulgaria trị vì từ 1918 đến 1943

### Lịch sử chính trị
Mặc dù nó không bị mất một số lượng lớn lãnh thổ, nhưng quốc gia lại một lần nữa vật lộn vất vả vì không có gì. Các lãnh thổ bị mất, đặc biệt là Dobroujea và Macedonia, được coi là một phần không thể tách rời của Bulgaria và áp lực để chiếm lại chúng trở thành nỗi ám ảnh cuối cùng gây tử vong khiến nước này trở thành vũ khí của Đức Quốc xã. Tuy nhiên, không giống như một nhà nước Đông Âu bị đánh bại khác, Hungary, Bulgaria tiếp tục về cơ bản cùng một chính phủ như trước đây.
Stamboliyski phải đối mặt với những vấn đề xã hội rất lớn ở những gì vẫn còn là một đất nước nghèo, nơi sinh sống chủ yếu của các hộ nông dân. Bulgaria đã phải chịu trách nhiệm với những sửa đổi chiến tranh lớn đối với Nam Tư và Romania, và phải đối phó với vấn đề của những người tị nạn như những người Macedonia gốc Bulgaria đã phải rời khỏi Nam Tư Macedonia. Tuy nhiên, Stamboliyski đã có thể thực hiện nhiều cải cách xã hội, mặc dù sự phản đối từ Sa hoàng, các chủ nhà và các sĩ quan của đội quân giảm nhiều nhưng vẫn có ảnh hưởng mạnh mẽ. Một kẻ thù cay đắng khác là Tổ chức Cách mạng Nội bộ Macedonia (VMRO), ủng hộ chiến tranh giành lại Macedonia cho Bulgaria. Đối mặt với hàng loạt kẻ thù này, Stamboliyski liên minh với Đảng Cộng sản Bulgaria và mở ra quan hệ với Liên Xô.

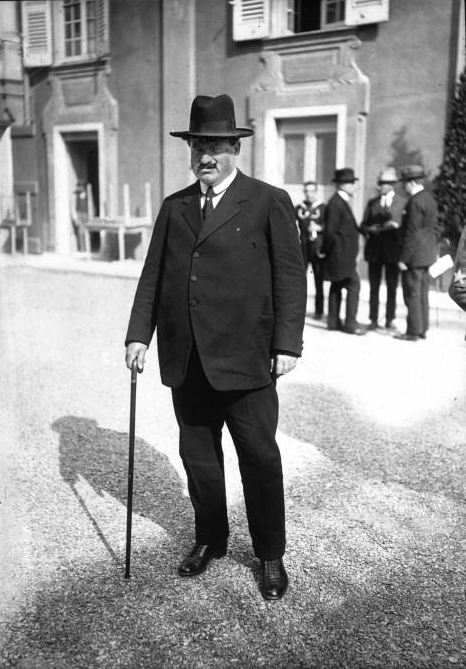
Aleksandar Stamboliyski

Chính phủ Bulgaria có cùng một khuyết điểm như hầu hết các chế độ quân chủ lập hiến, mà không phải là một ranh giới rõ ràng giữa quyền hạn nào được trao cho nhà vua và những gì đã được trao cho Quốc hội. Hiến pháp năm 1879 đã được dự định để đặt quyền lực trong tay của sau này, nhưng vẫn cho phép một vị vua đủ thông minh để giành quyền kiểm soát máy móc của chính phủ. Đó là trường hợp với Tsar Ferdinand, người đã bị buộc phải thoái vị sau những mất mát sau lưng của cuộc chiến tranh Balkan và Thế chiến I. Con trai của ông Boris sau đó đã thành công ông lên ngôi, nhưng vị vua trẻ không thể thay thế sức mạnh mà cha anh đã xây dựng qua nhiều thập kỷ âm mưu. Như vậy, Quốc hội đã thống trị sau khi Boris bổ nhiệm Alexander Stamboliyski làm thủ tướng. Đảng Agrarian của Stamboliyski nhanh chóng thống trị Quốc hội với hơn một nửa số ghế. Phần còn lại của ghế đã được Đảng Cộng sản Bulgaria, đảng chính trị lớn thứ hai của nước này và là người duy nhất có ý nghĩa quan trọng (có hàng tá đảng nhỏ, nhưng họ không đại diện Quốc hội hay bất kỳ ý nghĩa thực sự nào). Đảng nông dân chủ yếu đại diện cho nông dân, và đặc biệt là những người bất mãn với chính phủ ở Sofia kể từ khi triều đại của Ferdinand nhìn thấy sự tham nhũng và trộm cắp tiền từ nông dân. Ngoài ra, trong khi hầu hết các tầng lớp thấp hơn ở Bulgaria ủng hộ việc sáp nhập Macedonia, họ đã bất mãn về cuộc đổ máu nặng nề phát sinh trong hai cuộc chiến tranh không thành công để chiếm lại nó. Thật vậy, Stamboliyski thực sự đã trải qua những năm tháng chiến tranh trong tù vì những lời chỉ trích của ông về nó. Đối với BCP, chủ yếu là nhân viên thông minh và chuyên gia đô thị, nhưng các thành phần chính của nó là nông dân nghèo nhất và các dân tộc thiểu số khác. AP bằng cách so sánh đại diện cho nông dân khá giả. Dưới thời tiết này, Stamboliyski nhanh chóng ban hành một cải cách ruộng đất vào năm 1920, được thiết kế để phá vỡ một số tài sản nhà nước, đất nhà thờ, và nắm giữ nông dân giàu có hơn. Dự đoán, nó đã cho anh ta sự hỗ trợ rộng rãi và buộc BCP vào một liên minh với AP chủ yếu để có được tiếng nói trong Quốc hội.
Tuy nhiên, Stamboliyski là một người chống cộng sản bị thuyết phục và tìm cách tạo ra một phong trào quốc tế để chống lại chủ nghĩa Mác. Đây là cái gọi là "Green International" của anh, một cuộc truy cập cho cộng sản "Red International". Ông đã đi đến thủ đô Đông Âu để quảng bá quan điểm của mình về một liên minh nông dân. Nhưng rắc rối bắt đầu khi anh cố gắng truyền bá nó ở Nam Tư, một đất nước có điều kiện rất giống với Bulgaria (tức là rất ít ngành công nghiệp và sự hiện diện của cộng sản lớn). Stamboliyski đã được yêu thích ở Belgrade vì hỗ trợ một giải pháp hòa bình cho vấn đề Macedonia. Ông cũng ủng hộ đoàn kết tất cả các quốc gia nói tiếng Slav ở Đông Âu thành một liên minh lớn của Nam Tư. Nhưng anh gặp rắc rối vì phe IMRO dân quân ở nhà. Nhiều nhà lãnh đạo Macedonia đã sống ở Sofia kể từ khi cuộc nổi loạn thất bại năm 1903 chống lại Đế quốc Ottoman, và bây giờ họ đã được tham gia bởi những người khác chạy trốn khỏi chính phủ Nam Tư (duy trì vị trí chính thức của người Macedonia). Vì Bulgaria đã bị buộc phải hạn chế quy mô của lực lượng vũ trang của mình sau Thế chiến thứ nhất, các thủ lĩnh IMRO giành quyền kiểm soát phần lớn khu vực biên giới với Nam Tư.

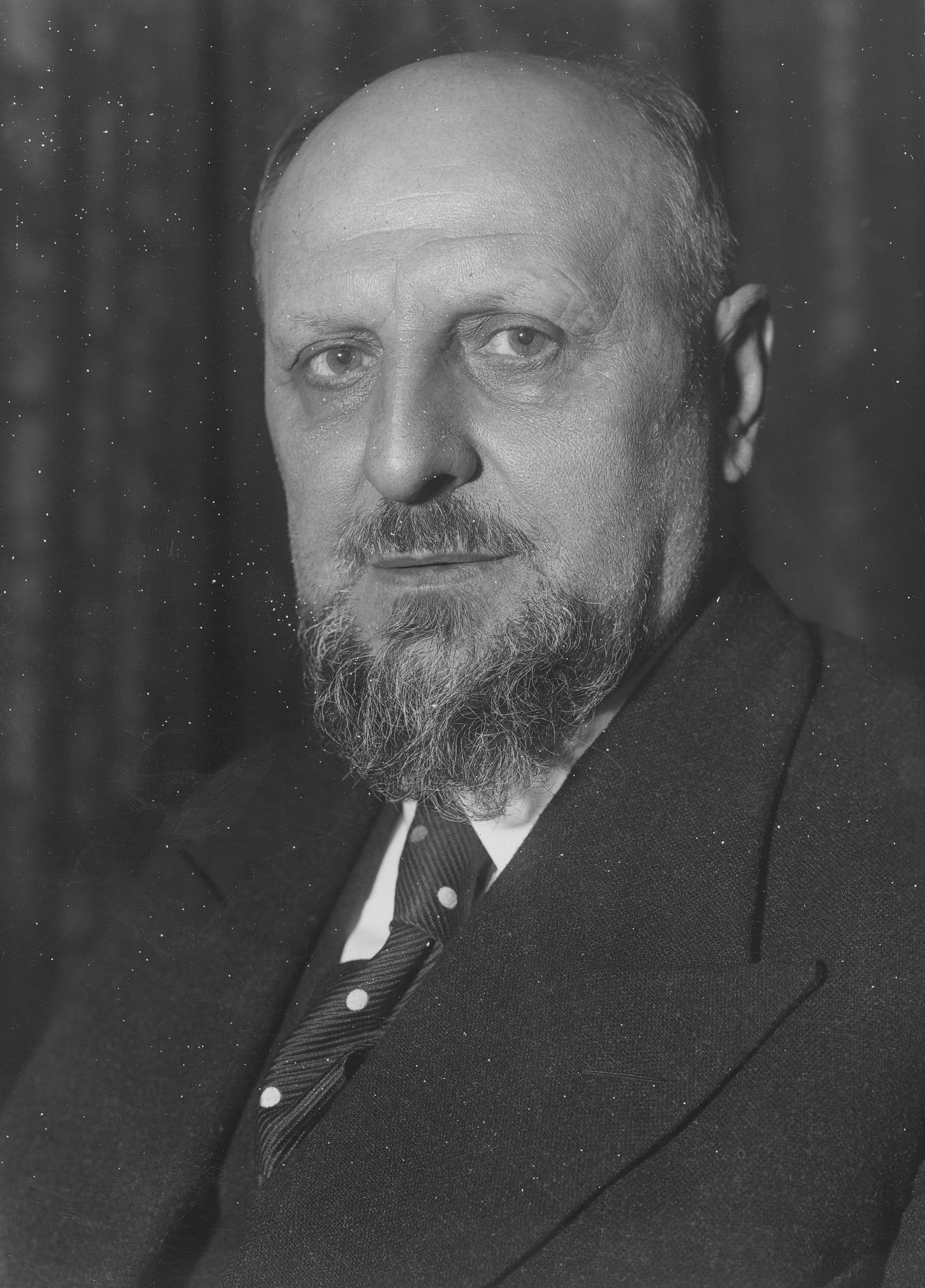
Aleksandar Tsankov

Vào tháng 3 năm 1923, Stamboliyski đã ký một thỏa thuận với Nam Tư công nhận biên giới mới và đồng ý ngăn chặn IMRO. Điều này gây ra một phản ứng dân tộc, vào ngày 9 tháng 6 đã có một cuộc đảo chính được tổ chức bởi các lực lượng vũ trang dưới sự chỉ huy quân sự của tướng Ivan Valkov với sự hỗ trợ của Tsar và các yếu tố cánh hữu khác của Tsardom sau khi AP kiểm soát 87% Quốc hội. cuộc bầu cử năm đó. Chính phủ Bulgaria chỉ có thể tập hợp một số ít quân để chống lại, và thậm chí tệ hơn là một đám đông nông dân không có súng do Stamboliyski tập hợp. Mặc dù vậy, các đường phố của Sofia nổ ra trong hỗn loạn và thủ tướng không may bị lynched ngoài các cuộc tấn công vào nông dân không vũ trang. Toàn bộ vụ việc đã làm ảnh hưởng nghiêm trọng đến hình ảnh quốc tế của Bulgaria. Một chính quyền cánh hữu theoAleksandar Tsankov nắm quyền lực, được hậu thuẫn bởi quân Tsar, quân đội và VMRO, người đã tiến hành một cuộc khủng hoảng trắng chống lại người nông dân và cộng sản. Lãnh tụ Cộng sản Georgi Dimitrov đã trốn sang Liên Xô. Có sự đàn áp dã man vào năm 1925 sau lần thứ hai trong hai lần thất bại trong cuộc đời Tsar trong vụ đánh bom vào Nhà thờ Sofia (lần đầu tiên diễn ra trên đèo núi Arabakonak). Nhưng vào năm 1926, Tsar thuyết phục Tsankov từ chức và một chính phủ ôn hòa hơn dưới thời Andrey Lyapchev nhậm chức. Một xá xá được tuyên bố, mặc dù Cộng sản vẫn bị cấm. Người nông dân tổ chức lại và thắng cuộc bầu cử vào năm 1931 dưới sự lãnh đạo của Nikola Mushanov.

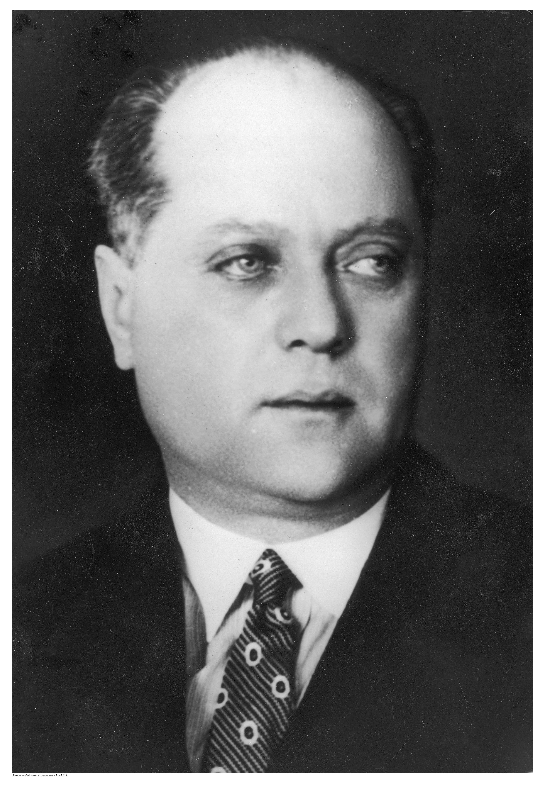
Georgi Kyoseivanov

Ngay khi sự ổn định chính trị đã được phục hồi, thì ảnh hưởng đầy đủ của cuộc Đại khủng hoảng đã tác động đến Bulgaria, và căng thẳng xã hội lại tăng lên. Vào tháng 5 năm 1934 đã có một cuộc đảo chính khác của tổ chức quân sự Zveno, và một chế độ độc tài do Đại tá Kimon Georgiev đứng đầu được thành lập. Họ giải tán tất cả các bên và công đoàn và đàn áp IMRO. Chính phủ của họ giới thiệu một nền kinh tế corporatist, tương tự như của Benito Mussolini Ý. Sau khi tham gia vào cuộc đảo chính Bulgaria năm 1934, những người ủng hộ Zveno tuyên bố ý định của họ ngay lập tức thành lập một liên minh với Pháp và tìm kiếm sự thống nhất Bulgaria thành một Nam Tư không thể thiếu. 
Vào tháng 4 năm 1935, Boris III đã tổ chức một cuộc đảo chính phản đối với sự giúp đỡ của thành viên Zoneo của Tướng Pencho Zlatev và nắm quyền lực. Quá trình chính trị đã được kiểm soát bởi Sa hoàng, nhưng một hình thức cai trị quốc hội đã được tái giới thiệu, mà không có sự phục hồi của các đảng chính trị, thủ tướng được bổ nhiệm bởi các vị vua. Với sự nổi lên của "Chính phủ của nhà vua" vào năm 1935, Bulgaria bước vào thời kỳ thịnh vượng và tăng trưởng đáng kinh ngạc, xứng đáng được coi là thời kỳ hoàng kim của Vương quốc Bulgaria thứ ba. Nó kéo dài gần 5 năm, do thủ tướng Georgi Kyoseivanov quản lý.. Giải Ngoại giao của Kyoseivanov giám sát các thử nghiệm của những người khởi xướng cuộc đảo chính quân sự năm 1934 và cũng kết luận các hiệp ước với Nam Tư và Hy Lạp khi Đức Quốc xã tiến hành chính sách phân lập kinh tế của người Balkan. Chính phủ của ông cũng giám sát một chính sách hậu quả sau khi hiệp ước kết thúc với Ioannis Metaxas lật đổ các điều khoản quân sự của Hiệp ước Neuilly-sur-Seine và Hiệp ước Lausanne. Mặc dù việc ký kết Thỏa thuận Salonika năm 1938 đã khôi phục mối quan hệ tốt đẹp với Nam Tư và Hy Lạp, vấn đề lãnh thổ vẫn tiếp tục sôi nổi.

### Kinh tế
Can thiệp Bulgaria rất lạc hậu từ quan điểm kinh tế. Ngành công nghiệp nặng gần như không tồn tại do thiếu nguồn tài nguyên thiên nhiên lớn, và bất kỳ sản xuất nào đã tồn tại chỉ gần như độc quyền của hàng dệt và thủ công mỹ nghệ. Ngay cả những yêu cầu bảo vệ thuế quan rộng lớn để tồn tại. Một số tài nguyên thiên nhiên đã tồn tại, nhưng thông tin liên lạc nội bộ xấu đã làm cho nó không thể khai thác chúng và gần như tất cả các thiết bị sản xuất quan trọng được nhập khẩu. Máy móc nông nghiệp và phân bón hóa học gần như chưa từng thấy. Các sản phẩm nông nghiệp gần như là thứ duy nhất Bulgaria có thể xuất khẩu và sau năm 1929 nó trở nên rất khó để làm điều này.

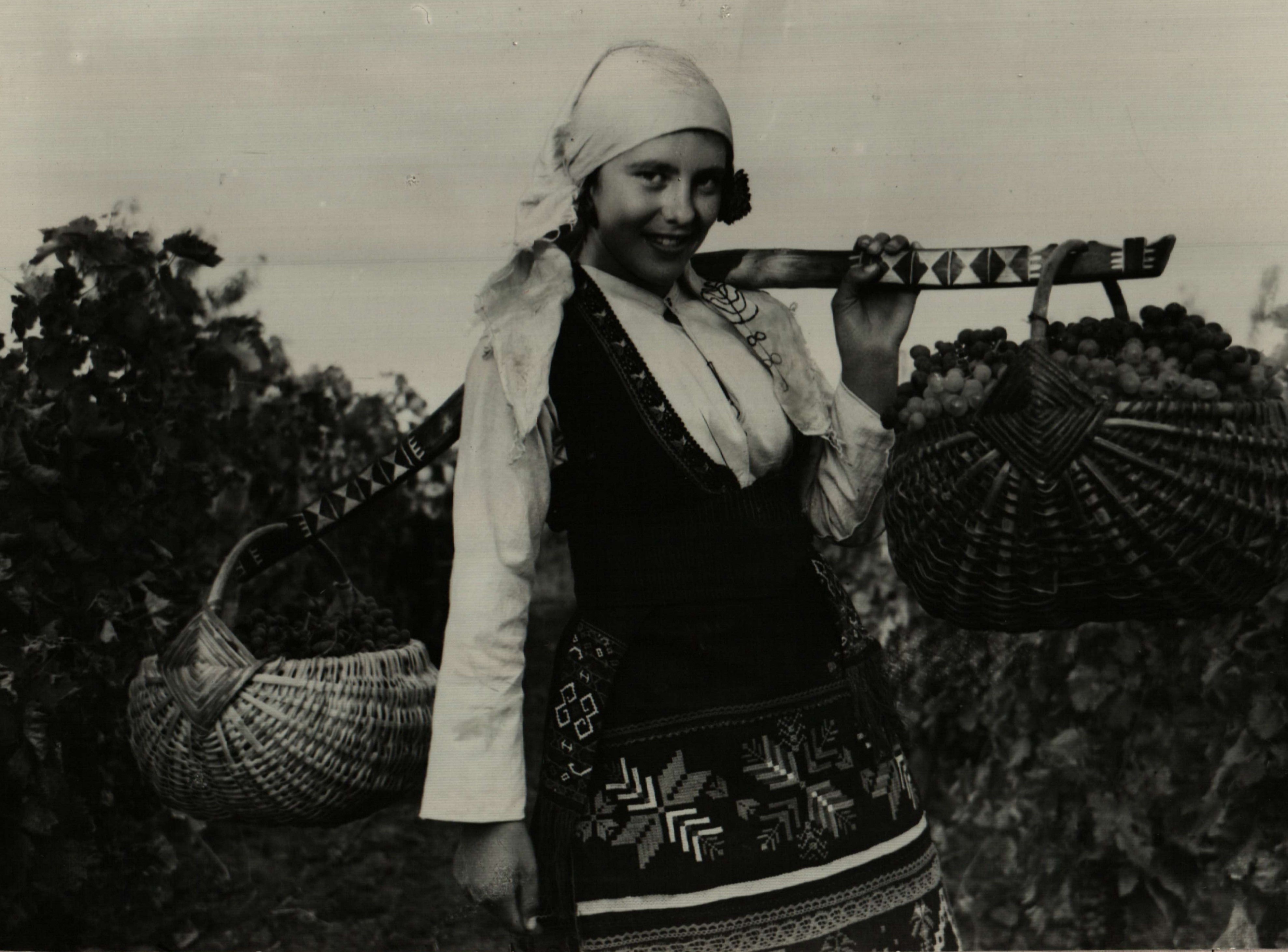
Cô gái nông dân Bulgaria trong thập niên 1930

Nông nghiệp Bulgaria gần như hoàn toàn là một nông dân nhỏ và nông dân. Các lô đất nhỏ và hầu như chỉ dưới 50 mẫu Anh, nhưng họ đang làm việc một cách mãnh liệt và thậm chí những trang trại nhỏ nhất 5 mẫu Anh thường sản xuất hoa màu để bán trên thị trường. Như những nơi khác ở Đông Âu, nông dân Bulgaria truyền thống trồng ngũ cốc cho các chủ đất của họ sau khi chiến tranh không thể được tiếp thị hiệu quả do sự cạnh tranh từ Hoa Kỳ và Tây Âu. Tuy nhiên, họ đã có thể chuyển đổi với ít khó khăn để trồng cây và thuốc lá trái ngược với các nước khác nơi nông dân gặp khó khăn hơn do tiếp tục phụ thuộc vào ngô và lúa mì.
Trong khi thành công hơn so với phần còn lại của Đông Âu, nền nông nghiệp Bulgaria vẫn phải chịu đựng những khiếm khuyết của công nghệ lạc hậu và đặc biệt là dân số nông thôn và rải rác rải rác (do thực hành truyền thống của một nông dân chia đất của mình như nhau giữa tất cả các con trai còn sống sót). Và tất cả xuất khẩu nông nghiệp đều bị tổn hại bởi sự khởi đầu của cuộc Đại suy thoái. Mặt khác, một nền kinh tế kém phát triển có nghĩa là Bulgaria có ít rắc rối với nợ và lạm phát. Chỉ dưới một nửa ngành công nghiệp được sở hữu bởi các công ty nước ngoài trái ngược với gần 80% ngành công nghiệp Romania.

### Nhân khẩu học
Vì dân số là 85% dân tộc Bulgari, có rất ít xung đột xã hội ngoài cuộc xung đột giữa những người haves và những người không có. Hầu hết cư dân của Sofia duy trì mối quan hệ chặt chẽ với nông thôn, nhưng điều này không ngăn cản sự rạn nứt giữa nông dân và tầng lớp đô thị (tức là Sofia so với mọi người khác), mặc dù một số là kết quả của việc thao túng cố ý của các chính trị gia tìm cách tận dụng lợi thế của người nông dân truyền thống của "slicker thành phố effeminate". Tuy nhiên, chủ yếu là do một cuộc cãi vã giữa những người cai trị và cai trị. Khoảng 14% dân số là người Hồi giáo, chủ yếu là người Thổ Nhĩ Kỳ (tức là phần còn lại của tầng lớp đất đai), nhưng cũng có một số ít được gọi là "Pomaks" (người Bulgaria thực hành Hồi giáo). Dân số Hồi giáo đã xa lánh với các Kitô hữu chính thống thống trị cả vì lý do tôn giáo và lịch sử. Họ không ép cho quyền thiểu số cũng không cố gắng thiết lập trường học của riêng họ, và thay vào đó không yêu cầu gì hơn là để lại một mình để tâm trí kinh doanh riêng của họ. Chính phủ Bulgaria có nghĩa vụ ngoại trừ một sự sẵn sàng lớn để hỗ trợ họ di cư trở lại Thổ Nhĩ Kỳ.
So với kinh tế học, hệ thống giáo dục của Bulgaria rất thành công và chưa đến một nửa dân số mù chữ. Tám năm học được yêu cầu và hơn 80% trẻ em tham dự. Đối với một số học sinh đặc biệt đã học tiểu học, các trường trung học được dựa trên phòng tập thể dục của Đức. Các kỳ thi cạnh tranh được sử dụng để đánh giá ứng viên đại học, và Bulgaria có một số trường kỹ thuật và chuyên ngành ngoài Đại học Sofia. Nhiều sinh viên Bulgaria cũng đã đi ra nước ngoài, chủ yếu đến Đức và Áo (quan hệ giáo dục với Nga kết thúc vào năm 1917). Nhìn chung, giáo dục đạt được nhiều tầng lớp thấp hơn bất cứ nơi nào khác ở Đông Âu, nhưng mặt khác, tất cả các sinh viên đều có bằng cấp về nghệ thuật tự do và các môn trừu tượng khác và không thể tìm được việc ở bất cứ đâu ngoại trừ trong bộ máy quan liêu của chính phủ. Nhiều người trong số họ bị cuốn hút về phía Đảng Cộng sản Bulgaria.

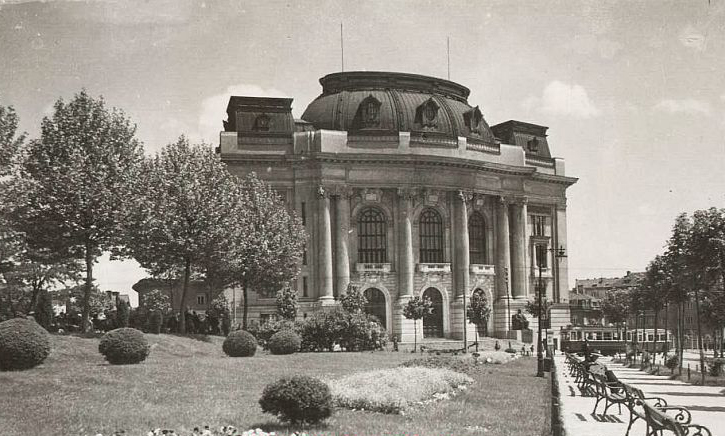
Đại học Sofia năm 1935

## Chiến tranh thế giới thứ hai
Chính phủ Vương quốc Bulgaria dưới thời Thủ tướng Georgi Kyoseivanov tuyên bố một vị trí trung lập khi sự bùng nổ của Thế chiến II. Bulgaria đã quyết tâm quan sát nó cho đến khi kết thúc chiến tranh; nhưng nó hy vọng cho lợi ích lãnh thổ không có máu để khôi phục các vùng lãnh thổ bị mất trong Chiến tranh Balkan thứ hai và Chiến tranh thế giới thứ nhất, cũng như giành được những vùng đất khác với dân số Bulgaria đáng kể bị chiếm đóng bởi các nước láng giềng. Tuy nhiên, rõ ràng là vị trí địa chính trị trung ương của Bulgaria ở Balkan chắc chắn sẽ dẫn đến áp lực bên ngoài mạnh mẽ của cả hai phe Thế chiến II. Vào ngày 15 tháng 2 năm 1940, sau sự từ chức của Georgi Kyoseivanov, Bogdan Filov được bổ nhiệm làm Thủ tướng Vương quốc Bulgaria. Ngày 7 tháng 9 năm 1940, Bulgaria đã thành công trong việc đàm phán sự phục hồi của Nam Dobruja trong Hiệp ước Craiova do Axis tài trợ.
vào Nam Dobruja.

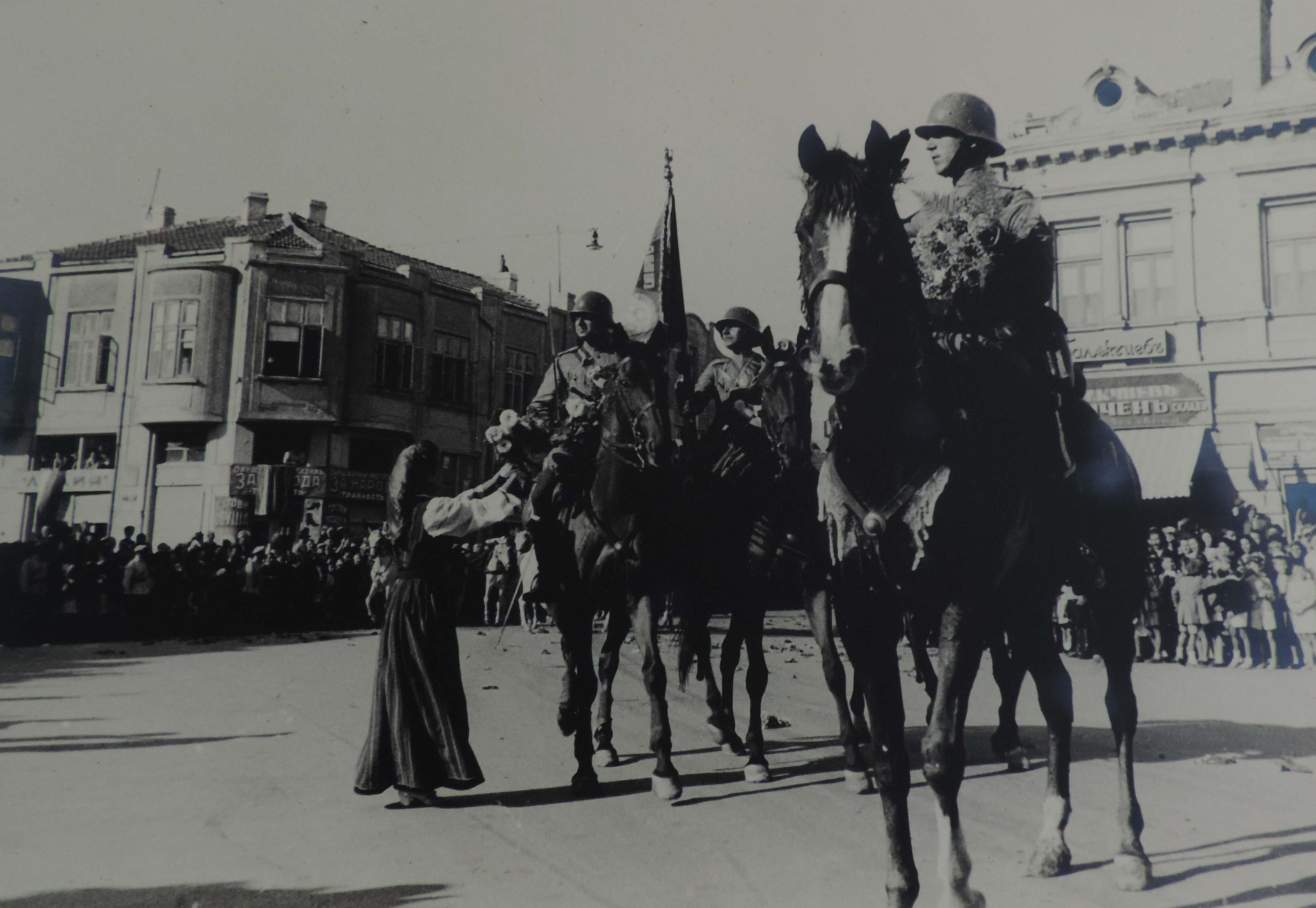
Quân đội Bulgaria

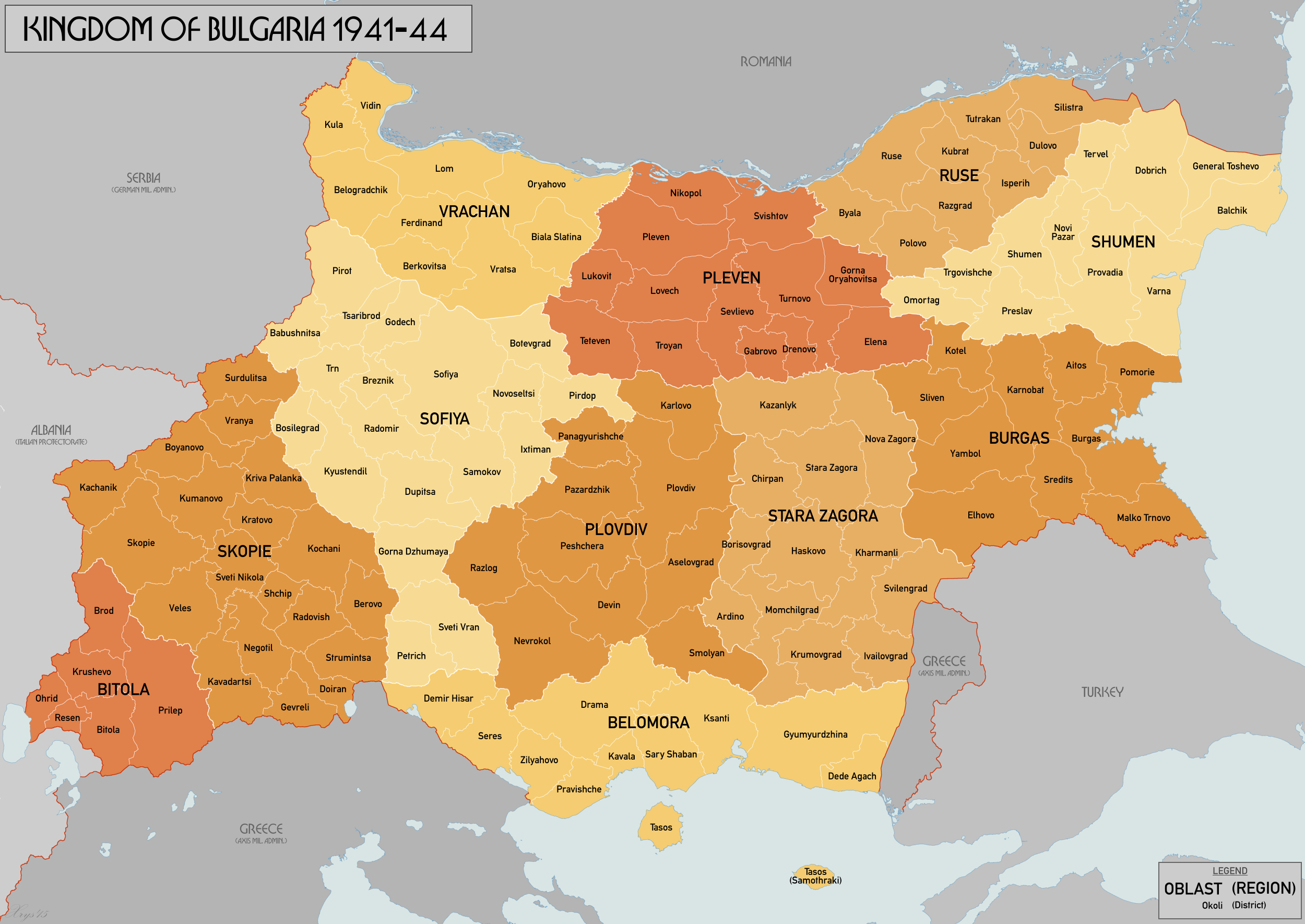
Bulgaria trong Thế chiến II

Ngày 1 tháng 3 năm 1941, Bulgaria chính thức ký Hiệp ước Ba bên, trở thành một đồng minh của Đức Quốc xã, Đế chế Nhật Bản và Vương quốc Ý. Quân đội Đức gia nhập đất nước để chuẩn bị cho cuộc xâm lược của Đức của Vương quốc Hy Lạp và Vương quốc Nam Tư. Khi Nam Tư và Hy Lạp bị đánh bại, Bulgaria được phép chiếm giữ tất cả Thrace Hy Lạp và hầu hết Macedonia. Bulgaria tuyên bố chiến tranh với Anh và Hoa Kỳ, nhưng chống lại áp lực của Đức để tuyên chiến với Liên bang Xô viết, lo ngại về tình cảm thân Nga trong nước.
Vào tháng 8 năm 1943, Tsar Boris chết đột ngột sau khi trở về từ Đức (có thể bị ám sát, mặc dù điều này chưa bao giờ được chứng minh) và đã thành công bởi đứa con trai sáu tuổi Simeon II. Quyền lực được tổ chức bởi một hội đồng của các nhiếp chính do người chú của Tsar, Hoàng tử Kirill đứng đầu. Thủ tướng mới, Dobri Bozhilov, hầu hết đều coi trọng một con rối của Đức.
Kháng chiến với người Đức và chế độ Bulgaria đã được phổ biến rộng rãi vào năm 1943, phối hợp chủ yếu bởi những người cộng sản. Cùng với những người nông dân, bây giờ được lãnh đạo bởi Nikola Petkov, Đảng Dân chủ Xã hội và thậm chí với nhiều sĩ quan quân đội, họ đã thành lập Mặt trận Tổ quốc. Các bộ phận hoạt động ở miền núi phía tây và phía nam. Đến năm 1944, rõ ràng là Đức đã thua cuộc chiến và chế độ bắt đầu tìm kiếm một lối thoát. Bozhilov đã từ chức vào tháng Năm, và người kế nhiệm ông Ivan Ivanov Bagryanov đã cố gắng dàn xếp các cuộc đàm phán với các đồng minh phương Tây.
Trong khi đó, thủ đô Sofia bị đánh bom bởi máy bay Đồng Minh vào cuối năm 1943 và đầu năm 1944, với các cuộc tấn công vào các thành phố lớn khác sau này. Nhưng chính quân đội Liên Xô đang tiến nhanh về phía Bulgaria. Vào tháng Tám, Bulgaria đơn phương tuyên bố rút quân khỏi cuộc chiến và yêu cầu quân đội Đức rời đi: quân Bungary đã nhanh chóng rút khỏi Hy Lạp và Nam Tư. Vào tháng 9, Liên Xô vượt qua biên giới phía Bắc. Chính phủ, tuyệt vọng để tránh sự chiếm đóng của Liên Xô, tuyên chiến với Đức, nhưng Liên Xô không thể cất cánh, vào ngày 8 tháng 9 họ tuyên chiến với Bulgaria - do đó đã tìm thấy một vài ngày chiến tranh với cả Đức và Liên Xô. Liên hiệp. Vào ngày 16 tháng 9, quân đội Liên Xô tiến vào Sofia.

## Cuộc đảo chính cộng sản
Mặt trận Tổ quốc đã nhậm chức tại Sofia sau một cuộc đảo chính, thiết lập một liên minh rộng lớn dưới thời cựu lãnh đạo Kimon Georgiev và bao gồm cả đảng Dân chủ Xã hội và Nông dân. Theo các điều khoản của hòa giải hòa bình, Bulgaria được phép giữ miền Nam Dobruja, nhưng chính thức từ bỏ tất cả các tuyên bố lãnh thổ Hy Lạp và Nam Tư. 150.000 người Bulgaria bị trục xuất khỏi Hy Lạp Thrace. Những người cộng sản cố ý lấy một vai trò nhỏ trong chính phủ mới lúc đầu, nhưng các đại diện của Liên Xô là lực lượng thực sự trong nước. Một dân quân do Cộng sản kiểm soát được thành lập, điều này đã quấy rầy và đe dọa các đảng không phải của Đảng Cộng sản.
Vào ngày 1 tháng 2 năm 1945, những thực tế quyền lực mới ở Bulgaria được thể hiện khi Nhiếp chính hoàng Kiril, cựu thủ tướng Bogdan Filov, và hàng trăm quan chức cũ của chế độ cũ đã bị bắt vì tội ác chiến tranh. Vào tháng Sáu, Kirill và các Cơ quan khác, hai mươi hai cựu bộ trưởng, và nhiều người khác đã bị hành quyết. Vào tháng 9 năm 1946, chế độ quân chủ đã bị bãi bỏ bởi plebiscite, và Tsar Simeon trẻ đã bị đày đi. Cộng sản bây giờ công khai nắm quyền, với Vasil Kolarov trở thành Tổng thống và Dimitrov trở thành Thủ tướng. Cuộc bầu cử tự do hứa hẹn cho năm 1946được blatantly gian lận và đã bị tẩy chay bởi phe đối lập. Người nông dân từ chối hợp tác với chế độ mới, vào tháng 6 năm 1947, thủ lĩnh Nikola Petkov của họ đã bị bắt. Bất chấp những cuộc biểu tình quốc tế mạnh mẽ, ông đã bị hành quyết vào tháng Chín. Điều này đánh dấu sự thành lập cuối cùng của một chế độ Cộng sản ở Bulgaria.